# Мирко Васиљевић
Мирко Васиљевић (Правошево, 11. октобар 1949) редовни је професор Правног факултета у Београду и члан Академије наука и умјетности Републике Српске. У три мандатна периода (2004 — 2012) био је декан Правног факултета Универзитета у Београду. Васиљевић је био члан Управног одбора Агробанке до 2011 године, када је Народна банка Србије њему и другим члановима управе изрекла трајну забрану будућег учешћа у управним или извршним одборима било које банке у Србији због злоупотребе положаја и проузроковања штете банци, али је и након тога наставио своју каријеру у арбитражи и чланства у другим удружењима.

## Школовање
Основну школу завршио је у родном селу, Милешеви и Пријепољу. Гимназију је завршио у Новој Вароши, као најбољи ученик генерације. Правни факултет у Београду уписао је 1969. године, где је дипломирао јуна 1973. године као одличан студент. На истом факултету је и магистрирао 1976. године (тема: Промењене околности и уговор о грађењу) и докторирао 1980. године (тема: Пословодни орган).

## Професионална каријера
По дипломирању радио је две године у Фабрици аутомобила у Прибоју, у правној служби, а за асистента за Привредно право на Правном факултету у Београду биран је 1975. године. За доцента је биран 1980. године, за ванредног професора 1985. године а за редовног професора 1990. године.
Изабран је за декана Правног факултета у Београду за школске 2004/2005. и 2005/2006. годину, реизабран за други мандатни период 2006/2009. и други пут реизабран за трећи мандатни период 2009/2012. године. Сада је редовни професор Трговинског и Компанијског права на Правном факултету Универзитета у Београду. Оснивач је предмета Компанијско право на овом факултету. Говори француски и енглески језик, а служи се руским.

## Усавршавања и предавања
Као стипендиста француске Владе провео је школску 1983/84. годину на Правном факултету Париз I - Сорбона (Panthéon-Sorbonne), специјализујући област привредних (трговачких) друштава, као дела Трговачког (Пословног) права. У више наврата био је на једномесечним или двомесечним студијским боравцима у Паризу, Берну, Познању, Хамбургу (Max-Planck Institute) и Лондону. Држао је предавања на последипломским студијама у Београду, Новом Саду, Подгорици, Марибору, Скопљу, Бањој Луци и Ханг Џоу у Кини.

## Каријера арбитра
Председник Спољнотрговинске арбитраже при Привредној комори Југославије у два мандата (1995–2001), а сада је арбитар у овој арбитражи при Привредној комори Србије и у више других институционалних арбитража при привредним коморама: Украјина, Румунија, Бугарска, Македонија, Словенија, Република Српска, Русија. Члан је Комисије за арбитражу Међународне трговинске коморе у Паризу. Био је потпредседник Избраног суда Привредне коморе Србије. Председник је Суда части Привредне коморе Београда.

## Професионалне дужности
Списак професионалних дужности:
- Оснивач је и председник Удружења правника у привреди Југославије (сада Србије).
- Главни је и одговорни уредник часописа Право и привреда (са традицијом од четрдесет девет година), чији је издавач горње удружење.
- Био је главни и одговорни уредник часописа Арбитража.
- Био је члан Савезног правног савета Југославије и члан Комисије за хартије од вредности и финансијско тржиште (1992–2001).
- Оснивач је годишњих Сусрета-Конгреса правника у привреди Југославије (сада Србије), који се традиционално одржавају годишње у Врњачкој Бањи у последњој декади маја (1991-2012 – двадесет један Сусрет-Конгрес) и окупљају редовно сваке године око хиљаду правника из привреде, као и афирмисане професоре из иностранства.
- Члан је Међународне академије за упоредно право (International Academy of Comparative Law), са седиштем у Паризу (изабран јуна 2007).
- Члан је Председништва Удружења правника Србије и Председништва Савеза Удружења правника Србије и Републике Српске.
- Изабран за члана Академије наука и умјетности Републике Српске (2008).[4]
- Члан Пословног савета Привредне коморе Београда (2008).
- Члан је Економског савета Патријаршијског управног одбора Српске православне цркве.
- Члан је Управног одбора Задужбине „Доситеј Обрадовић“ (2012).
- Био члан Управног одбора Агробанке до 2011 године, када је Народна банка Србије њему и другим члановима управе изрекла трајну забрану будућег учешћа у управним или извршним одборима било које банке у Србији због злоупотребе положаја и проузроковања штете банци.[2]

## Одликовања
- Добитник је Ордена Светог Саве, Други ред, (2007).[1]
- Почасни је грађанин Врњачке Бање (2010) - Плакета са златним амблемом за изузетан допринос на промоцији и афирмацији Врњачке Бање у сегменту конгресног туризма.[1]
- Добитник је, заједно са породицом, Архијерејске грамате признања Епископа милешевског Филарета за ктиторство у изградњи Конака манастира Светих мученика и бесребреника Козме и Дамјана на Воденој Пољани на Златару.[1]

## Награде
- 2000: Награда Браћа Карић[5]

## Хуманитарни рад
- Оснивач је Фондације „Професор др Мирко Васиљевић“, чији је циљ помоћ најбољим и социјално најугроженијим студентима Правног факултета Универзитета у Београду на основним академским студијама, као подстицај за даљи наставак академског образовања, пре свега у области трговинског, компанијског, стечајног, берзанског и саобраћајног права.[1]
- Ктитор је конака манастира Светих мученика и бесребреника Козме и Дамјана на Воденој Пољани на Златару.
- Дародавац је звона за цркву брвнару на Воденој Пољани.
- Значајно подржава и лично доприноси активностима прве студентске хуманитарне фондације „Осмех на дар“.[1]
- Значајно подржава и лично доприноси активностима Фондације „Стара Рашка“.[1]

## Објављене књиге (важније)
- Компанијско и трговинско право: приручници за полагање правосудног испита : књига 8, Службени гласник, Београд, 447 стр. 2012.  978-86-519-1274-3..
- Водич за примену Закона о привредним друштвима, Intermex, Београд, 656 стр. 2011.  978-86-83437-96-2..
- Компанијско право: право привредних друштава, 11 издања, Правни факултет Универзитета у Београду, Београд, 2009-2019
- Трговинско право, 16 издања, Правни факултет Универзитета у Београду Београд, 1991-2018
- Изабране беседе, Правни факултет, ЕОН студио, Београд, 2011, 419 стр.
- Право, правда, привреда (ППП), Правни факултет, Београд, 2009, 140 стр.
- (Трговинско и привредно право), друго издање на енглеском језику, ко-аутор мр Милена Ђорђевић, Kluwer Law International, Холандија, 2007, стр. 360.
- Корпоративно управљање: правни аспекти, Правни факултет Универзитета у Београду, Београд, 2007, стр. 350.
- Компанијско право: право привредних друштва и ЕУ, три издања, Службени гласник, Београд, 2005-2007.
- , (издање на енглеском језику), Правни факултет, Београд, 2006, стр. 612.
- Коментар Закона о привредним друштвима, Службени гласник, Београд, 2006, стр. 831.
- Привредна друштва-домаће и упоредно право, Удружење правника у привреди СРЈ, Београд, 1999, стр. 607.
- (Трговинско и привредно право, издање на енглеском језику), Kluwer Law International, Хаг, 1997, стр. 165.
- Пословно право (осам издања - 1991-2004), (награђена као књига године од издавача Савремена администрација, 1997).
- Коментар Закона о предузећима, Удружење правника у привреди СРЈ, Београд, 1996, стр. 460.
- Одговорност железнице у домаћем и међународном превозу робе, Научна књига, Београд, 1986-1987, стр. 146 (два издања).
- Предузећа – правни аспекти, Савремена администрација, Београд, 1990, стр. 179.
- Упоредноправни коментар Закона о предузећима, Савремена администрација, Београд, 1989, стр. 225.